# Talagasari (Serangpanjang)
Talagasari is een bestuurslaag in het regentschap Subang van de provincie West-Java, Indonesië. Talagasari telt 3585 inwoners (volkstelling 2010).